# Переплата по кредиту
Переплата по кредиту — это общая сумма всех расходов, понесенных заемщиком в процессе погашения задолженности. В переплату не включается сумма основного долга, которую клиент получил на руки после оформления кредитного договора. Фактически вычисляется как разница между всеми платежами по кредиту и суммой к выдаче.

## Определение
Переплата по кредиту — сумма, которую заемщик платит кредитору сверх того, что было получено в долг. В отличие от эффективной процентной ставки рассчитывается в денежном выражении, а не в виде процента.
Переплата по кредиту — показатель, который не учитывает изменение цены денег по мере выплаты кредита, однако он может дать заемщику реальное представление о том, во сколько ему обойдется кредит. При подписании кредитного договора, банк обязан предоставить клиенту расчет, в котором будет отображен показатель переплаты по кредиту, а также эффективной процентной ставки. Реальную переплату заемщик может оценить самостоятельно, суммируя все возможные обязательные или добровольные расходы.
Уменьшение переплаты можно (нужно) планировать еще до получения займа. Хотя есть способы снизить переплату и по уже сделанным займам.

## Показатели кредита, влияющие на переплату
Переплата по кредиту определяется прежде всего значением показателей, которые используются при расчете аннуитетного или дифференцированного платежа. Если брать и проводить анализ формулы аннуитетного платежа.
Условная формула для расчета переплаты для аннуитета:
Сумма переплаты = число платежей (срок кредита) * сумму платежа — сумма кредита.
Исходя из анализа формулы можно сделать выводы:
1. Сумма кредита. Чем она больше — тем больше ежемесячный платеж исходя из формулы аннуитета. Раз больше платеж — то больше переплата.
2. Ставка по кредиту — чем она больше, тем больше платеж. Чем больше платеж — больше переплата
3. Срок кредита. Чем больше срок, тем больше число ежемесячных платежей, а значит и переплата. Выгоднее брать кредит на малый срок, тогда переплата будет меньше, но размер платежей больше
4. Схема погашения (тип платежей). Дифференцированная схема погашения более выгодна по сравнению с аннуитетной, так как остаток долга по кредиту уменьшается быстрее за счет первоначально большей доли в счет погашения тела кредита в составе ежемесячного платежа.

## Статьи расходов
Данный показатель рассчитывается в денежном выражении и может включать в себя следующие статьи расходов:
- процентная ставка (обязательное условие всех кредитных продуктов и займов);
- комиссии при погашении — взимаются при внесении средств через другие банки и платежные системы;
- штрафы и пени при возникновении просроченной задолженности;
- комиссия за снятие наличных (актуально для кредитных карт);
- оплата за СМС-информирование и прочие подключенные услуги;
- комиссия за обслуживание карты или счета;
- страхование;
- оплата услуг оценщика/нотариуса;
- госпошлина (актуально для Ипотеки).

## Уменьшение переплаты
Для уменьшения переплаты по кредиту рекомендуется:
- Погашать кредит досрочно как можно раньше и как можно на большие суммы. Досрочное погашение снижает переплату по кредиту за счет более быстрого уменьшения основного долга. Раз основной долг уменьшается быстрее, процентов нужно заплатить меньше.
- пользоваться льготным (грейс) периодом (по кредитным картам);
- производить оплату только через отделения и банкоматы, а также Интернет банк финансового учреждения или его партнеров. В этих местах оплаты нет комиссий за перевод, а значит переплата по кредиту будет меньше
- Производить рефинансирование кредита по меньшей ставке, чем есть. При рефинансировании меняется процентная ставка по кредиту(уменьшается). Раз процент меньше, значит и переплата меньше.
- Получение налогового вычета. Актуально для ипотеки. Средства от вычета можно использовать на досрочное погашение, что снизит переплату.
- Возврат страховки при полном досрочном погашении. Возможен при наличии в договоре по кредиту данного условия. Часть денег по кредиту удастся вернуть, значит переплата снизится.
- Правильный выбор даты и суммы досрочного погашения приводит к уменьшению переплаты.